# Charlotte Classic 1977
Il Charlotte Classic 1977 è stato un torneo di tennis giocato sulla terra rossa. È stata la 4ª edizione del torneo, che fa parte del WTA Tour 1977. Si è giocato a Charlotte negli USA dal 22 al 28 agosto 1977.

## Campionesse

### Singolare
Martina Navrátilová ha battuto in finale  Mima Jaušovec con il punteggio di 3–6, 6–2, 6–1

### Doppio
Martina Navrátilová /  Betty Stöve hanno battuto in finale  Regina Maršíková /  Pam Teeguarden con il punteggio di 6–3, 6–4